# Nationalpark Eifel

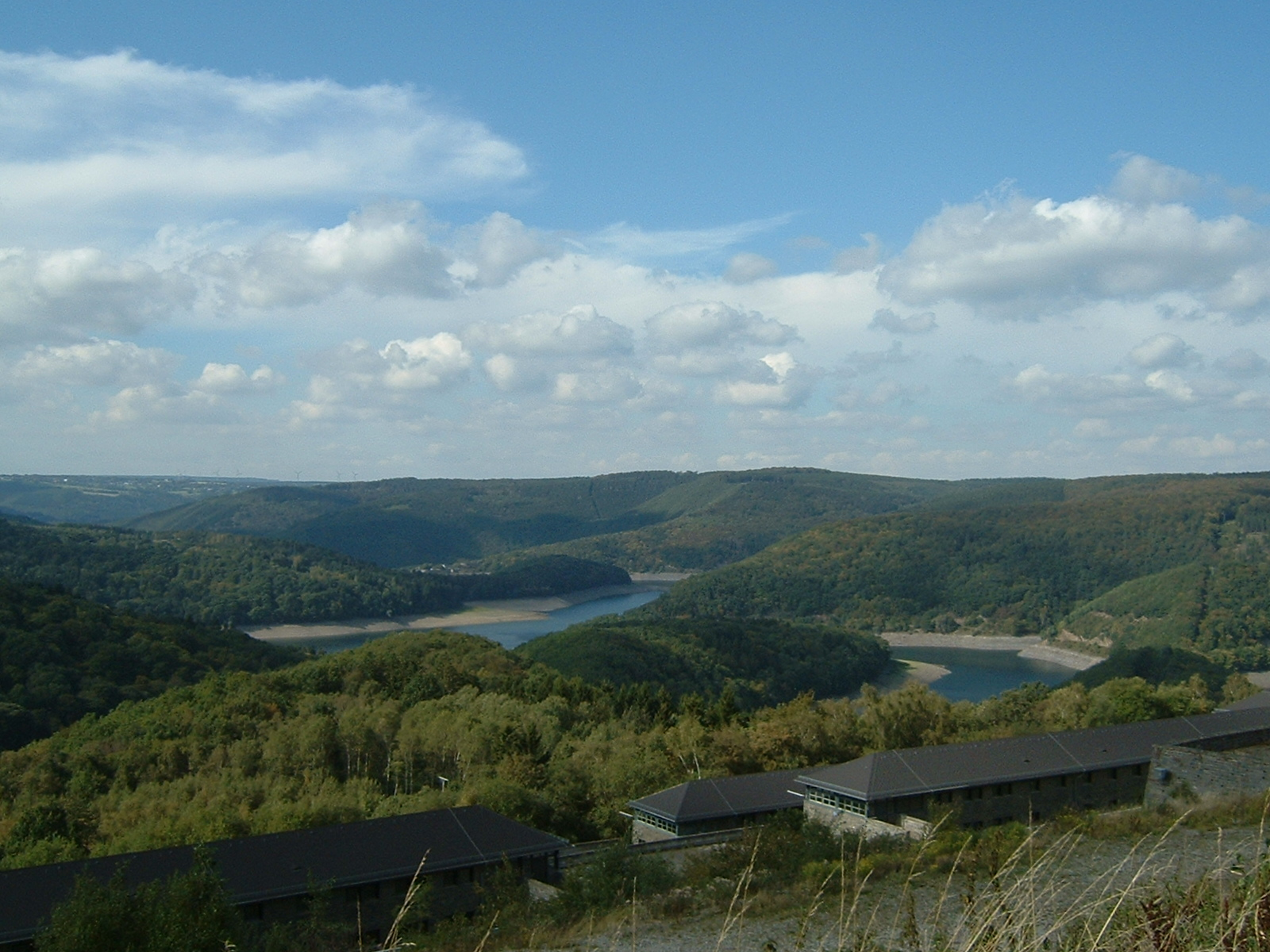
Vy över Nationalpark Eifel 2004.

Nationalpark Eifel är en nationalpark i förbundslandet Nordrhein-Westfalen, inrättad den 1 januari 2004.
Parken har en yta av 110 km² och ligger i norra delen av bergsområdet Eifel mellan orterna Nideggen och Schleiden samt den belgiska gränsen. Två tredjedelar av parken är helt skyddad och får inte användas för lant- eller skogsbruk. Här ligger även två större dammanläggningar. Området är huvudsakligen täckt av bokskog. I parken förekommer mer än 460 skyddade växt- och djurarter, däribland vildkatt, svart stork och murödla (Podarcis muralis). Dessutom lever cirka 1 300 arter av skalbaggar i skogen.
Nationalparken kännetecknas av lövskogar, klippor och flera insjöar. Den besöks ibland av gåsgamen.
En del av nationalparken är inte tillgänglig på grund av förekomsten av minor från andra världskriget. Dessa områden är idag inhägnade med staket.